# Мезенцана
Мезенца̀на (на италиански: Mesenzana; на ломбардски: Mesensana, Мезенсана) е село и община в Северна Италия, провинция Варезе, регион Ломбардия. Разположено е на 306 m надморска височина. Населението на общината е 1504 души (към 2017 г.).